# Подорожник почорнілий
Подоро́жник почорні́лий (Plantago atrata) — рослина родини подорожникових (Plantaginaceae).

## Морфологічна характеристика
Це багаторічна трав'яниста рослина від 5 до 15 см заввишки. Листя зібране в прикореневій розетці, вузколанцетне, цілокрає або зубчасте. Суцвіття — прямий і безлистий колос. Під час визрівання він нахиляється до землі, при цьому його довжина більша, ніж довжина листя. Колоси кулясті, темні, до 2,5 см завдовжки. Квітки непримітні, складаються з чотирьох частин. Тичинки жовтуваті. Зав'язь верхівкова. Плід — двохсім'яна коробочка. Час цвітіння — з травня по серпень.

## Поширення
Подорожник почорнілий часто зустрічається на альпійських і субальпійських лугах з вологими і вапняними ґрунтами у всіх європейських горах.